# 小柴ホール
小柴ホール（こしばホール）は、東京大学本郷キャンパスにある講堂（ホール）。
同大学名誉教授の小柴昌俊がノーベル賞（物理学賞）を受賞したことを記念して2005年に同大学理学系研究科内に設置された。

## 設備
- 座席数 - 176席（消防法による小型ホールに相当）
- スクリーン - 選択制（145インチ・左右、170インチ・中央）
  - プロジェクタの縦横比は16:9。
- ラウンジ - ホール利用者用
- 会議室 - 1室（講演者の準備用）
- 無線LAN（東京大学構内ネットワークと接続可能、利用には別途申し込みが必要）

## 使用方法
- 東京大学理学系研究科・理学部の教員および、その紹介を受けた者に貸し出す。
- 学内・学外利用ともに使用料金は有料。

## 所在地
- 東京大学本部キャンパス（本郷）理学部1号館中央棟2階。